# Rebecca Gomperts
Pour les articles homonymes, voir Gomperts.
Rebecca Gomperts, née le 29 juillet 1966 à Paramaribo au Suriname, est une médecin néerlandaise, fondatrice des ONG Women on Waves (1999) et Aid Access (2018), apportant des services de santé sur la reproduction et en particulier des services d'avortement aux femmes vivant dans des pays où ce dernier est illégal ou difficile d'accès.

## Biographie
Née dans une famille libérale néerlandaise au Suriname (alors colonie néerlandaise), elle arrive aux Pays-Bas à l'âge de trois ans. Elle étudie la médecine et les arts plastiques à Amsterdam. En 2011, elle obtient un master en politiques publiques à l'Université de Princeton aux États-Unis et son doctorat au Institut Karolinska en Suède. Pendant un stage dans une clinique en Afrique, elle rencontre des femmes ayant des complications à la suite d'avortements illégaux.
En 1999, alors qu'elle vient de finir ses études de médecine aux Pays-Bas, elle embarque à bord du Rainbow Warrior II de Greenpeace pour travailler pour eux. Lors du passage du navire en Amérique du Sud, elle est touchée par la détresse morale et physique des femmes avortées illégalement qu'elle rencontre. Pour elle, « Si une femme veut avorter, rien ne l’en empêchera, pas même les risques encourus pour sa vie ». C'est cette mission qui lui donne l'idée de créer Women on Waves, l'idée étant que dans les eaux internationales, le droit qui s'applique est celui du pavillon sous lequel vogue le navire.
La première fois qu'elle parle de son idée publiquement en 2000 dans une interview pour Ms. Magazine, elle reçoit des menaces de mort et le gouvernement de Malte, où l'avortement est illégal, annonce qu'il poursuivra pénalement toutes personnes aidant Rebecca Gomperts dans ses activités. Elle fonde l'association en 2001 et achète grâce aux dons un bateau qu'elle nomme Aurora.
Elle contacte Atelier Van Lieshout, un de ses anciens camarades pour qu'il lui créé sa clinique mobile. En juin 2001, Women on Waves part pour sa première mission vers l'Irlande, le dernier pays d’Europe occidentale interdisant l'IVG. À l'arrivée du bateau, l'équipe reçoit près de trois cents mails de demande en cinq jours.
En 2004, alors qu'elle compte emmener son navire au Portugal, elle est interdite d'entrée sur le territoire par le gouvernement et est physiquement arrêtée par de navires de la marine portugaise. L'histoire fait des remous dans le pays et lors des élections suivantes, quelques mois plus tard, la loi est finalement changée. Selon Rebecca Gromperts, son navire a servi de catalyseur dans la société portugaise sur la question de l'avortement.
En 2005, face aux mails de plus en plus nombreux que reçoit son association du monde entier, elle fonde Women on Web pour offrir une aide à la contraception et à l'avortement par correspondance aux femmes vivant dans des pays où ce dernier est illégal. Chaque année, l'association répond à près de 100 000 mails venant de 123 pays différents,. L'association s'allie à une compagnie pharmaceutique indienne, Kale Impex, qui fournit les médicaments.
En 2014, elle signe une lettre pour que l'« avortement soit libre » à l'appel de Médecins du monde dans le cadre de la campagne intitulée « Names-not-Numbers ».
Lors des débats sur l'avortement en Irlande en 2018, des activistes de Women in Waves ainsi que Rebecca Gomperts elle-même prennent des pilules abortives en public pour montrer « combien elles sont sans danger et facilement accessible pour les femmes »,. Selon elle, le gouvernement irlandais « viole le droit à la santé des femmes : on leur refuse un service considéré comme essentiel par l’ONU ».
En juillet 2018, elle fait un voyage en Corée du Sud alors que la cour constitutionnelle du pays est en plein débat sur la suppression ou non de l'interdiction de l'IVG dans le pays. Son ONG envoie près de 1 300 pilules abortives par an dans le pays.

## Distinctions
- 2001 : MS Women on the Year award
- 2002 : Women making History award du planning familial américain
- 2007 : Global Women’s Rights Awards de la Feministe Majorirty Foundation
- 2011 : 100 Women de la BBC[14]
- 2012 : Allan Rosenfield Award for Lifetime Contributions du Planning familial international